# 国際連合人権委員会
国際連合人権委員会（こくさいれんごうじんけんいいんかい、United Nations Commission on Human Rights、UNCHR）は、国際連合の経済社会理事会（ECOSOC）に属していた機能委員会であった。
2006年6月19日、国際連合人権理事会（United Nations Human Rights Council、UNHRC）が設立され、人権委員会は廃止された。

## 沿革
人権委員会は、1946年に開かれた経済社会理事会の第1回委員会において国連女性の地位委員会と共に設置が決定された機能委員会である。委員会の目的は国際連合憲章の第68条に即している。全ての国際連合加盟国が委員会に参加している。
1993年には国際連合人権高等弁務官事務所（OHCHR）が設置され、同事務所の協力を得て国際的な人権の保護および課題解決を目的とした。
2006年3月15日には総会において組織を発展的に解消して新たに人権理事会を設ける決議が賛成多数により可決された。 同年6月19日、人権委員会の活動は、国際連合人権理事会へと引き継がれた。

## 機構
人権委員会は、経済社会理事会のメンバー国から選出された53の国の代表により構成された。毎年5月に全議席の内3分の1について選挙が行われる。任期は3年。
委員会の議席は地域により配分されている。2005年度には、次の国が委員に選出された。
- アフリカから15議席:

ブルキナファソ、コンゴ、エジプト、エリトリア、エチオピア、ガボン、ギニア、ケニア、モーリタニア、ナイジェリア、南アフリカ、スーダン、スワジランド、トーゴ、ジンバブエ
- アジアから12議席:

ブータン、中華人民共和国、インド、インドネシア、日本、マレーシア、ネパール、パキスタン、カタール、大韓民国、サウジアラビア、スリランカ
- 東ヨーロッパから5議席:

アルメニア、ハンガリー、ルーマニア、ロシア、ウクライナ
- ラテン・アメリカ、カリブ海諸国から11議席:

アルゼンチン、ブラジル、コスタリカ、キューバ、ドミニカ共和国、エクアドル、グアテマラ、ホンジュラス、メキシコ、パラグアイ、ペルー
- 西ヨーロッパ、その他から10議席:

オーストラリア、カナダ、フィンランド、フランス、ドイツ、アイルランド、イタリア、オランダ、イギリス、アメリカ合衆国
人権委員会は、毎年3月から4月の期間に6週間委員会を招集した。人権委員会は、スイスのジュネーヴにおいて開催された。2004年1月にはオーストラリアが第60期の議長国に、2005年1月にはインドネシアが第61期の議長国に、2006年1月にはペルーが第62期の議長国と選出された。2006年6月19日以降は国連人権委員会は国連人権理事会（UNHRC）に移行し、その初代議長国としてメキシコが選出された。

### 人権促進保護小委員会
人権促進保護小委員会は、人権委員会の主要な下位組織である。小委員会は、世界人権宣言を基礎に国際社会における人権問題の専門家26名により構成され、民族、国家間、宗教、少数言語者などのあらゆる種類の人権に関する議題について人権委員会に勧告を行っていた。小委員会の委員は、人権委員会と同様に地域ごとの割当によって選出された。

### 特別報告者
人権委員会は、言論の自由、拷問、食糧確保の権利、教育の権利などのような特定の人権のテーマや、特定の国家・地域の状況に関する作業部会を設けている。2017年3月24日現在で、43のテーマ、13ヵ国又は地域に対して作業部会が置かれている。各作業部会は、国又は地域を訪問して調査、監視、助言、報告書の公開といった「特別手続（Special Procedures）」を行う。国連人権委員会委員長は、この特別手続を実行する専門家として、「特別報告者（Special Rapporteur）」任命することができる。特別報告者の任期は、最長で6年である。人権高等弁務官事務所から支援を受けて無給で、いずれの国家又は地域からも独立した専門家として活動するとされる。

## 批判と問題点
人権委員会の構成国を巡っては、幾度にわたって批判がなされた。自国において深刻な人権侵害が存在すると疑われている国が人権委員会の構成国となる矛盾や議長国の適格性さえ問題視されることが度々あった。
人権問題を扱うNGOの多くは、ロシア、中華人民共和国、キューバ、ジンバブエ、サウジアラビア、パキスタンなどには人権委員会の構成国たり得る資格がそもそもないと批判していた。過去には、リビア、シリア、アルジェリア、ベトナムなどにも同様の批判が為された。これらの問題国家に対しては、国内における何らかの深刻な人権問題の存在が指摘されており、人権委員会の決議や報告をも歪める恐れがあると警戒されていた。

### 国際刑事裁判所
2001年5月には、委員会創設時からの構成国であるアメリカ合衆国が、国際刑事裁判所を巡る議論に際して委員会を退席する事態が生じた。この議題は2003年に再提出された。

### スーダンのダルフール紛争
2004年5月4日には、アメリカ合衆国の代表シチャン・シブが、スーダン西部のダルフールにおける民族浄化の問題について指摘したが、折しもファルージャ包囲戦での米軍の国際法違反による民間人無差別攻撃とアブグレイブ強制収容所における拷問写真スキャンダルの直後であったため、逆にスーダン代表からイラクでのアメリカの虐殺行為を非難された。しかも、この委員会でスーダンは人権委員会の構成国に選出されたため、これに抗議したアメリカ代表は委員会を退席した。同代表は、スーダンの選出について「馬鹿げたことである」とした。スーダンの国連大使であるオマル・バシル・マニスは、イラク占領下のアメリカ軍による捕虜虐待問題を指摘して自国への非難に対する反論を試みた。
しかしながら、2004年6月30日、安全保障理事会において、ダルフール紛争に対するスーダンの改善がみられない場合には何らかの制裁措置を発動するとの決議が提出され、13対0の賛成多数（中国とパキスタンは棄権）で議決された。朝鮮民主主義人民共和国を巡る問題、イラクのアブグレイブおよびキューバのグァンタナモ米軍基地におけるアメリカ軍の問題などに関しては、一部の構成国の反対によって合意に達することができない状態にあった。

### イスラエル問題
イスラエルに対する偏見から同国を擁護する同国の担当者もまた、国連人権委員会を批判する。2002年に、トロントのヨーク大学、国際法学教授アン・ベイエフスキーは「委員会メンバーは、人権問題で各国を直接批判することを避けようとするが、イスラエルに対しては頻繁に問題にしている。要旨記録を分析すると、過去30年間における会議時間の15パーセントがイスラエル問題に割かれ、国別決議案の三分の一の議題がイスラエル問題であった」と批判した。2002年4月15日、委員会は、「パレスチナの地を解放しパレスチナ人の自己決定権を行使可能にするための、パレスチナ人がイスラエルの占領に抵抗する法的権利」を認める決議案を承認した。承認に際しては「パレスチナの地を解放しパレスチナ人の自己決定権を行使すること」が「国連のゴールと目的の一つであり、パレスチナ人がやらねばならぬこと（mission）」であると宣言された。53ヶ国中、40ヶ国が賛成し、5ヶ国が反対、7ヶ国が棄権した。国連人権委員会決議が「武装闘争を含むあらゆる方法」でのイスラエルへの抵抗を許したと広く報道されたが、そのような文言は決議に含まれていない。元アメリカ合衆国の国連大使であり、国連をモニターする機関 UN Watch の議長であるアルフレッド・モーゼスは、「この決議への賛成票はパレスチナ人によるテロリズムへの賛成票と同じだ」と述べた。ヘブロンの町で発生したパレスチナ人によるイスラエル人への襲撃を受けて国連人権委員会が2002年11月15日付けで発したレターにおいて、国連のパレスチナ恒久監視団のナビール・ラムラーウィーは、襲撃を正当化する決議に対して抗議した。

## 日本への勧告

### 慰安婦問題に関するもの

#### 「性奴隷」とウィーン宣言
1992年2月25日、NGO国際教育開発(IED)代表で弁護士の戸塚悦朗は国連人権委員会で日本軍慰安婦問題を取り扱うように要請し、その結果、日本軍慰安婦は「日本帝国主義の性奴隷(sex slaves)と規定」されたと回想している 。当初、国連では、日本軍による「性奴隷」という表現までであったが、戸塚悦朗等が人権委員会の下位にある差別防止少数者保護小委員会(人権小委員会)や人権小委員会で活動する現代奴隷制作業部会で調査・検討した結果、日本軍慰安婦の本質は「性奴隷制」 あるいは「組織的強姦」 であるという共通理解が持たれるに至った。
また、日本弁護士連合会（日弁連）会長（当時）で「慰安婦問題の立法解決を求める会」（1996年12月設立） の土屋公献も、1992年から日弁連が国連において慰安婦補償を要求する中で日本軍慰安婦問題を「性奴隷（ Sex Slaves ）」または「性的奴隷制（ Sexual Slavery ）」 の問題として扱うように働きかけおり、その結果、1993年6月、世界人権会議のウィーン宣言及び行動計画38項において「性的奴隷制（ Sexual Slavery ）」という用語が初めて「国連の用語」として採用されるに至っている。
更に1996年6月20日、土屋公献の後任の日弁連会長鬼追明夫も、会長声明・日弁連コメントとして「慰安婦」被害者の本質を「軍事的性的奴隷」と表現している し、アムネスティ・インターナショナル日本や女性国際戦犯法廷などの日本の左派系市民団体も、この表現を支持している。（e.g. 『女性国際戦犯法廷』、『日本軍性奴隷制を裁く2000年女性国際戦犯法廷の記』、『日本軍性奴隷（日本軍「慰安婦」）』、『東ティモールにおける日本軍性奴隷制』、『アムネスティ・インターナショナル日本は、日本軍性奴隷制の問題に関わる市民団体の事務所に対し、憎悪行為を続ける団体の主張にもとづいて家宅捜索が行われたことに対し、重大な懸念を表明する。』）。

#### クマラスワミ報告
旧日本軍慰安婦問題について、1996年に女性に対する暴力に関する特別報告者ラディカ・クマラスワミによってクマラスワミ報告が出された。事実認定の核心部分は実際に聞き取り調査を行うことによって得られた元慰安婦たちの証言であるとされている。同報告は、吉田清治の創作やジョージ・ヒックスの著書も参考としている。

#### マクドゥーガル報告書
1998年にもゲイ・マクドゥーガル戦時性奴隷制特別報告者によってマクドゥーガル報告書が出され、国連人権委員会差別防止・少数者保護小委員会で採択された。同報告で日本軍慰安婦制度は「性奴隷」制度であるとして日本政府に勧告を行った。ゲイ・マクドゥーガル報告書における「慰安婦の数20万人」は、慰安婦が1人当たり日本兵30人を常時相手にしていたことを示している数字である。

### ディエヌ報告 (歴史教科書是正)
2005年11月7日、国連人権委員会特別報告者のセネガル人ドゥドゥ・ディエン（ディエヌ）が、日本に対して、アイヌ民族や朝鮮半島出身者（在日韓国・朝鮮人）らへの差別是正策として、彼らの立場に立って歴史教科書の記述を修正するよう改善を勧告した。